# Tampa Bay Buccaneers 2021
La stagione 2021 dei Tampa Bay Buccaneers è stata la 46ª della franchigia nella National Football League e la terza sotto la direzione del capo-allenatore Bruce Arians. La squadra si presentava ai nastri di partenza come campione in carica, dopo la vittoria del Super Bowl LV contro i Kansas City Chiefs. Dopo una vittoria nella settimana 16 contro i Carolina, i Buccaneers si assicurarono la vittoria della NFC South division per la prima volta dal 2007. Tampa Bay vinse un record di franchigia di 13 partite durante la stagione regolare, chiudendo al secondo posto nel tabellone della NFC. Nel primo turno di playoff batterono i Philadelphia Eagles 31–15. La difesa del titolo si chiuse con una sconfitta all'ultimo secondo per 30–27 contro i Los Angeles Rams nel Divisional Round.
I Buccaneers divennero la prima squadra nell'era del salary cap a rifirmare o ad avere sotto contratto tutti i 22 titolari dopo la vittoria del Super Bowl. Durante la stagione regolare, il quarterback Tom Brady, oltre ad estendere diversi record, stabilì i nuovi primati NFL per partite da titolare, maggior numero di yard passate in carriera, maggior numero di passaggi completati in carriera e divenne il primo a passare 600 touchdown in carriera.

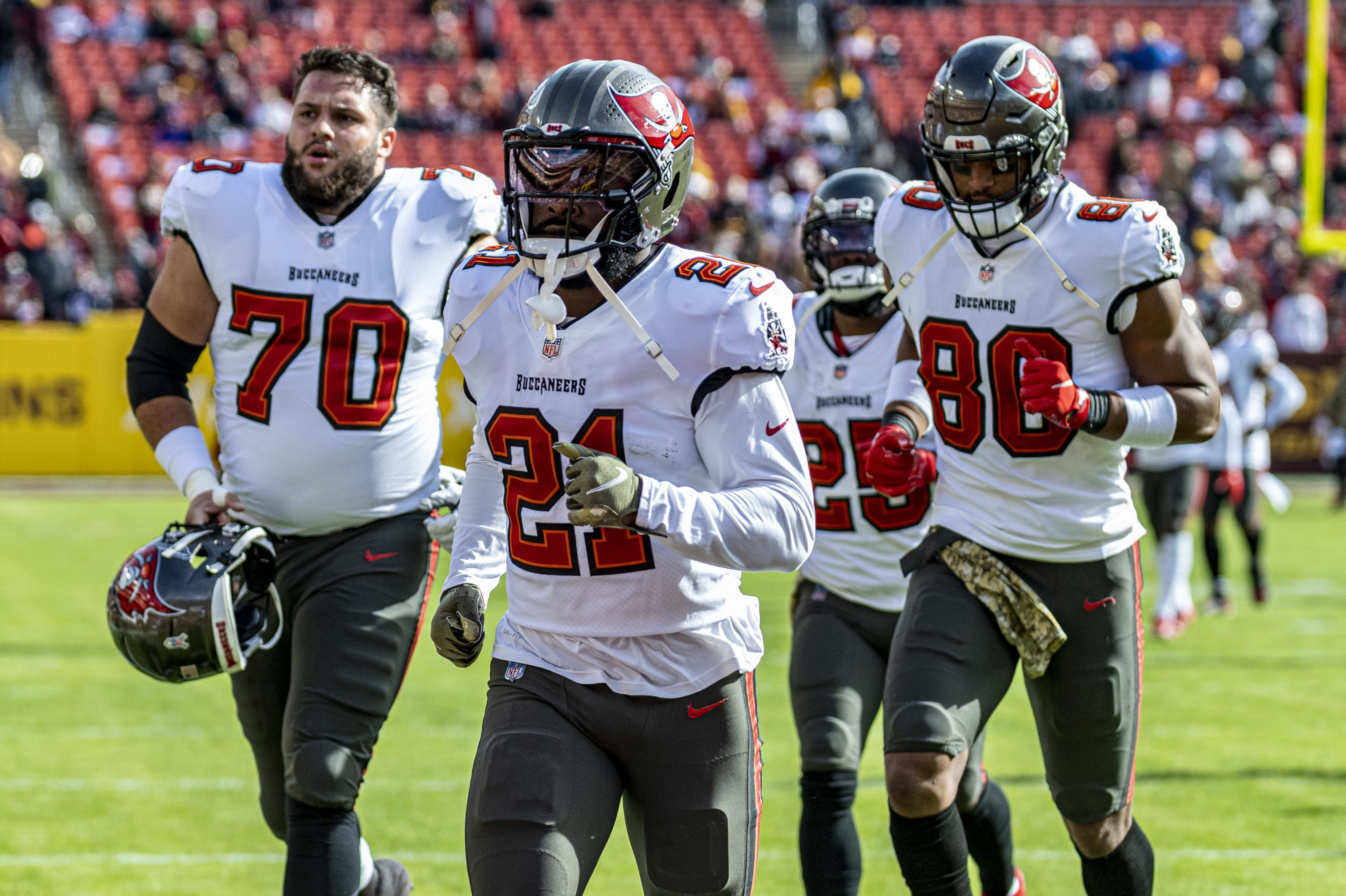
La partita del 14 novembre contro Washington

## Scelte nel Draft 2021
| Scelte dei Buccaneers nel Draft 2021 |        |                |       |             |
| Giro                                 | Scelta | Giocatore      | Ruolo | College     |
| 1                                    | 32     | Joe Tryon      | OLB   | Washington  |
| 2                                    | 64     | Kyle Trask     | QB    | Florida     |
| 3                                    | 95     | Robert Hainsey | OT    | Notre Dame  |
| 4                                    | 129    | Jaelon Darden  | WR    | North Texas |
| 5                                    | 176    | K.J. Britt     | ILB   | Auburn      |
| 7                                    | 251    | Chris Wilcox   | CB    | BYU         |
| 7                                    | 259    | Grant Stuard   | OLB   | Houston     |

## Roster
| Roster dei Tampa Bay Buccaneers nel 2021 |
| --- |
| Quarterback - 12 Tom Brady - 11 Blaine Gabbert - 2 Kyle Trask Running Back - 25 Giovani Bernard - 7 Leonard Fournette - 27 Ronald Jones II - 21 Ke'Shawn Vaughn Wide Receiver - 81 Antonio Brown - 1 Jaelon Darden RS - 13 Mike Evans - 14 Chris Godwin - 18 Tyler Johnson - 10 Scotty Miller Tight End - 84 Cameron Brate - 87 Rob Gronkowski - 80 O.J. Howard Offensive Linemen - 65 Alex Cappa G - 70 Robert Hainsey T - 66 Ryan Jensen C - 60 Nick Leverett G - 74 Ali Marpet G - 76 Donovan Smith T - 64 Aaron Stinnie G - 72 Josh Wells T - 78 Tristan Wirfs T Defensive Linemen - 94 Khalil Davis DE - 92 William Gholston DE - 96 Steve McLendon NT - 56 Rakeem Nunez-Roches NT - 79 Pat O'Connor DE - 93 Ndamukong Suh DE - 50 Vita Vea NT Linebacker - 58 Shaquil Barrett OLB - 52 K.J. Britt ILB - 54 Lavonte David ILB - 51 Kevin Minter ILB - 98 Anthony Nelson OLB - 90 Jason Pierre-Paul OLB - 48 Grant Stuard ILB - 9 Joe Tryon-Shoyinka OLB - 45 Devin White ILB Defensive Back - 43 Ross Cockrell CB - 39 Chris Cooper S - 24 Carlton Davis CB - 35 Jamel Dean CB - 30 Dee Delaney CB - 32 Mike Edwards FS - 23 Sean Murphy-Bunting CB - 33 Jordan Whitehead SS - 31 Antoine Winfield Jr. FS Special Team - 8 Bradley Pinion P - 3 Ryan Succop K - 97 Zach Triner LS Lista delle riserve - 49 Cam Gill OLB (IR) - 61 Sadarius Hutcherson G (IR) - 75 John Molchon G (IR) - 39 Curtis Riley SS (IR) - 62 Brad Seaton T (IR) - 73 Donell Stanley C (IR) - 67 Earl Watford G (IR) - 17 Justin Watson WR (PUP) Squadra di allenamento - 26 Andrew Adams SS - 19 Jose Borregales K - 15 Cyril Grayson WR - 4 Ryan Griffin QB - 59 Ladarius Hamilton OLB - 68 Jonathan Hubbard OT - 16 Travis Jonsen WR - 86 Codey McElroy TE - 85 Jaydon Mickens WR - 36 Herb Miller CB - 91 Benning Potoa'e DE - 71 Kobe Smith DE - 28 Darwin Thompson RB - 73 Brandon Walton OT - 22 Troy Warner S - 82 Deon Yelder TE 53 attivi, 8 inattivi, 16 nella squadra di allenamento |
| Legenda - I rookie sono in corsivo. - Il primo ruolo è il principale mentre gli eventuali successivi indicano i ruoli secondari. - (IR) sta per Injured Reserve ed indica la lista ristretta per un solo giocatore infortunato che può tornare ad allenarsi dopo la settimana 6 e a rientrare in prima squadra dopo che questa ha giocato 8 partite. - (NF-Inj.) / (NF-Ill.) stanno rispettivamente per Non-Football Injured e Non-Football Illness ed indicano le liste dove viene inserito un giocatore che ha un infortunio o una malattia non dipendente dal football americano. - (PUP) sta per Physically Unable to Perform ed indica la lista dove viene inserito un giocatore mentre è in attesa di recuperare la condizione fisica. Nella stagione regolare dopo la sesta partita giocata dalla propria squadra, il giocatore ha tempo tre settimane per riprendere ad allenarsi, più tre settimane aggiuntive dal suo rientro agli allenamenti per rientrare in prima squadra. |

## Calendario
| Stagione regolare |                    |                             |                    |                    |                         |                    |
| Turno             | Data               | Avversario                  | Risultato          | Record             | Stadio                  | Sintesi            |
| 1                 | 9 settembre        | Dallas Cowboys              | V 31–29            | 1–0                | Raymond James Stadium   | Recap              |
| 2                 | 19 settembre       | Atlanta Falcons             | V 48–25            | 2–0                | Raymond James Stadium   | Recap              |
| 3                 | 26 settembre       | at Los Angeles Rams         | S 24–34            | 2–1                | SoFi Stadium            | Recap              |
| 4                 | 3 ottobre          | at New England Patriots     | V 19–17            | 3–1                | Gillette Stadium        | Recap              |
| 5                 | 10 ottobre         | Miami Dolphins              | V 45–17            | 4–1                | Raymond James Stadium   | Recap              |
| 6                 | 14 ottobre         | at Philadelphia Eagles      | V 28–22            | 5–1                | Lincoln Financial Field | Recap              |
| 7                 | 24 ottobre         | Chicago Bears               | V 38–3             | 6–1                | Raymond James Stadium   | Recap              |
| 8                 | 31 ottobre         | at New Orleans Saints       | S 27–36            | 6–2                | Caesars Superdome       | Recap              |
| 9                 | Settimana di pausa | Settimana di pausa          | Settimana di pausa | Settimana di pausa | Settimana di pausa      | Settimana di pausa |
| 10                | 14 novembre        | at Washington Football Team | S 19–29            | 6–3                | FedExField              | Recap              |
| 11                | 22 novembre        | New York Giants             | V 30–10            | 7–3                | Raymond James Stadium   | Recap              |
| 12                | 28 novembre        | at Indianapolis Colts       | V 38–31            | 8–3                | Lucas Oil Stadium       | Recap              |
| 13                | 5 dicembre         | at Atlanta Falcons          | V 30–17            | 9–3                | Mercedes-Benz Stadium   | Recap              |
| 14                | 12 dicembre        | Buffalo Bills               | V 33–27 (dts)      | 10–3               | Raymond James Stadium   | Recap              |
| 15                | 19 dicembre        | New Orleans Saints          | S 0–9              | 10–4               | Raymond James Stadium   | Recap              |
| 16                | 26 dicembre        | at Carolina Panthers        | V 32–6             | 11–4               | Bank of America Stadium | Recap              |
| 17                | 2 gennaio          | at New York Jets            | V 28–24            | 12–4               | MetLife Stadium         | Recap              |
| 18                | 9 gennaio          | Carolina Panthers           | V 41–17            | 13–4               | Raymond James Stadium   | Recap              |

Note: gli avversari della propria division sono in grassetto.

### Playoff
| Stagione regolare |            |                         |           |        |                       |         |
| Turno             | Data       | Avversario (seed)       | Risultato | Record | Stadio                | Sintesi |
| Wild Card         | 16 gennaio | Philadelphia Eagles (7) | V 31–15   | 1–0    | Raymond James Stadium | Recap   |
| Divisional        | 23 gennaio | Los Angeles Rams (4)    | S 27–30   | 1–1    | Raymond James Stadium | Recap   |

## Premi

### Premi settimanali e mensili
- Bradley Pinion

giocatore degli special team della NFC della settimana 1
- Tom Brady:

quarterback della settimana 1
quarterback della settimana 2
giocatore offensivo della NFC della settimana 5
- ̈Mike Edwards

difensore della NFC della settimana 2
- Leonard Fournette

giocatore offensivo della NFC della settimana 12